# Император Ёсиро
Импера́тор Ёси́ро (англ. Emperor Yoshiro; яп. 嘉郎天皇 Yoshirō ten'nō) — император Империи Восходящего Солнца, являющийся одним из главных персонажей компьютерной игры Command & Conquer: Red Alert 3 в жанре стратегии в реальном времени. Был сыгран американским актёром японского происхождения Джорджем Такэем.

## Личность
Император Ёсиро — традиционалистский правитель, который строго следовал кодексу Бусидо и считал, что судьба империи — править всем миром. Японский народ почитает его как Бога. Ёсиро считал, что он был императором по божественному праву и что его судьба была предопределена. У персонажа сильное чувство национальной гордости. Он считал, что японская культура — самая лучшая. Поэтому на заре существования Империи Восходящего Солнца тактическими целями японской армии были в основном советские памятники, статуи или американские медиацентры. Ёсиро редко проявлял эмоции и часто говорил, казалось бы, мудрым тоном.
Он презирал идеологии двух других мировых держав (СССР и США), считая их варварскими по сравнению с предполагаемым превосходством японской культуры и идеалов. Его хобби включали чаепитие, упражнения с катаной, выращивание деревьев бонсай, каллиграфию и строительство империи.
Император Ёсиро знал ценность морального духа и пропаганды и считал, что войну можно выиграть, завоевав сердца и души своих врагов и/или сломив их волю к битве. Во время вторжения в Советский Союз он тщательно выбирал удары по символическим целям, таким как памятники и статуи. Он также приказал вторгнуться в Калифорнию, чтобы захватить американские медиацентры и транслировать имперскую пропаганду на территории США. Это контрастирует с подходом его сына Тацу, который выступал за более простую военную доктрину нападения на важные военные объекты и недопущения возможности капитуляции врагу. Император Ёсиро достаточно сурово обращался со своим сыном, кронпринцем Тацу, но верил в его способности своего сына; Тацу не соглашался с военной доктриной своего отца, но также полон к нему уважения.

## Command & Conquer: Red Alert (iOS)

### Возвышение империи
В новой временной шкале после стирания Альберта Эйнштейна из реальности император Ёсиро поручает одному из своих командиров уничтожить повстанцев и силы Союзников на островах Огасавара, спасти похищенную коммандос Изуми от советских войск и отразить большой флот Союзников, направляющийся в Японию. С помощью абсолютного оружия империи, Пси-деструктора, и его умелого командира император смог уничтожить союзников в Тихом океане и показать миру силу Империи Восходящего Солнца.

## Command & Conquer: Red Alert 3 (2008)

### Кампания Империи Восходящего Солнца
В кампании Империи Восходящего Солнца император Ёсиро приказывает своему сыну Татцу, уже сёгуну, медленно атаковать Советы и Союзников, в основном используя пропаганду, чтобы утомить их дух. Император, придерживаясь духовно-нравственных убеждений, считал, что гибель врагов Японии наступит прежде всего от духовного упадка. Он проявил заботу о своей родине, поскольку призвал к защите от сил вторжения Союзников, а не продолжал атаковать Союзников и Советский Союз, как советовал Татцу.
Ёсиро — фаталист, твёрдо верящий в священную миссию Империи — принести единство миру. Когда советский учёный доктор Григорий Зелинский связывается с Союзниками и сообщает им, что советское руководство вернулось назад в прошлом и впоследствии нарушило пространственно-временной континуум, вследствие чего и возникла Империя Восходящего Солнца. Всё это сильно задело императора, и от злости он выключил управление над президентом США Говардом Акерманом, который оказался японским андроидом-шпионом (по крайней мере, в кампании Империи Восходящего Солнца). В тот же момент Верховное командование Союзников и Советский Союз начали полномасштабную атаку на гавань Иокогамы.
Осознав свою неудачу и начав сомневаться в своей судьбе, Ёсиро отрекается от престола в пользу Татцу, символически отдавая своему сыну катану, которую японский лидер носит с собой, с просьбой не допустить падения Империи из-за сотрудничества Союзников и СССР. Ёсиро соглашается с Татцу в том, что Империя сама создаёт свою судьбу. Во время окончательного уничтожения советского руководства в Москве видно, как он отдаёт Татцу и Кендзи приказ уничтожить машину времени, в результате чего премьер-министр Черденко и генерал Крюков устранены. Во время осады Амстердама он предоставляет сёгуну и Синдзо полный батальон элитных Владык О́ни вместе с Боевыми ангелами и роботами «Тенгу», чтобы способствовать окончательному разрушению штаб-квартиры FutureTech. В последний раз Ёсиро появился на праздновании победы Империи, что дало командующему-игроку титул Верховного сёгуна.

### Кампания Союзников
В кампании Союзников Ёсиро увидел, как коммандосы Таня и Наташа объединились, чтобы победить трёх его генералов сёгуната: Синдзо, Наоми и Кендзи, и сказал им, что «реку судьбы» невозможно остановить, но смертоносный дуэт доказал ему обратное. Впоследствии после разрушения штаб-квартиры сёгуната он, возможно, попадает в плен или убит. Согласно лору, предполагается, что император умер от старости или был ранен.

### Кампания СССР
Отразив первоначальное нападение Империи на Советский Союз, Советы начали атаку на Императорский дворец на горе Фудзи, чтобы убить Ёсиро. Первоначальный штурм был почти полностью подавлен. Единственным выжившим, призывнику и штурмовому медведю, удалось проникнуть во дворец и убить Императора. Однако оказывается, что «император» на самом деле был всего лишь роботом-приманкой. Позже советские войска, разгромив японских генералов, успешно разрушили Императорский дворец. Ёсиро был вынужден противостоять захватчикам, находясь в личном Владыке О́ни. Вместе с императором робот был уничтожен. Сын Ёсиро Татцу спросил советских командиров, осталась ли у них честь после того, что они сделали с императором. После этого Империя Восходящего Солнца, оставшаяся без своего лидера, быстро капитулировала и стала новой советской социалистической республикой.

## Command & Conquer: Red Alert 3 — Uprising (2009)
Ёсиро не пережил поражения своей империи и был похоронен в гробнице на острове Оки. Послевоенное нападение советских войск на гробницу было отражено с помощью Железных Ронинов, охранявших гробницу в качестве наказания.

## Оценки
Китайский веб-сайт iNEWS называет императора Ёсиро «самым нормальным лидером в Red Alert 3», который «выглядит более надёжным и больше похожим на национального лидера». По мнению сайта, пока американский президент Акерман думает о свержении советского руководства, а советский премьер Черденко думает о внутрипартийной борьбе, император Ёсиро, будучи целеустремлённым, думает о господстве над миром.